# 0の決死圏
『0の決死圏』（ゼロのけっしけん、原題：The Chairman）は、1969年制作のアメリカ合衆国、イギリスの映画。
中国を舞台とした異色のスパイスリラー映画。J・リー・トンプソン監督、グレゴリー・ペック主演。
日本でのビデオタイトルは『ゼロの決死圏』。

## あらすじ
ノーベル賞を受賞したアメリカの科学者ジョン・ハサウェイ博士は、シェルビー中将の命により、中国に行くことになった。表向きは旧師のリー教授に会うことが目的であったが、実はリーが発見した驚くべき酵素の秘密を教わるのが真の目的であった。
まだアメリカと中国に国交がないため、ハサウェイはまず香港に向かい、そこで美女チン・リンとのからみによって、竹のカーテンの向こう側に潜入した。ハサウェイは保安部長のインに伴われてリー教授の娘で科学者のチューに会い、ついに毛沢東主席と面会、チューと共にリーの研究を手伝う許可をもらう。
研究にいそしむ傍ら、ハサウェイとチューの間にはやがて愛が芽生え始める。実はハサウェイは中国に向かう前、頭部に小型発信機を埋め込まれており、それを通じて情報は逐一シェルビーに伝えられていた。
しかしある日、リーが急死したことで、ハサウェイの身に危険が迫るようになり、彼は酵素に関する極秘のマイクロフィルムを持って脱出を図る。

## キャスト
- ジョン・ハサウェイ：グレゴリー・ペック
- ケイ・ハンナ：アン・ヘイウッド
- シェルビー中将：アーサー・ヒル
- ベンソン：アラン・ドビー
- リー教授：ケイ・ルーク
- チュー：フランシスカ・ツー
- チン・リン：ジーニア・マートン
- 毛沢東：コンラッド・ヤマ
- イン：エリック・ヤング
- バート・クウォーク
- オリー・レヴィ